# Sázavafest

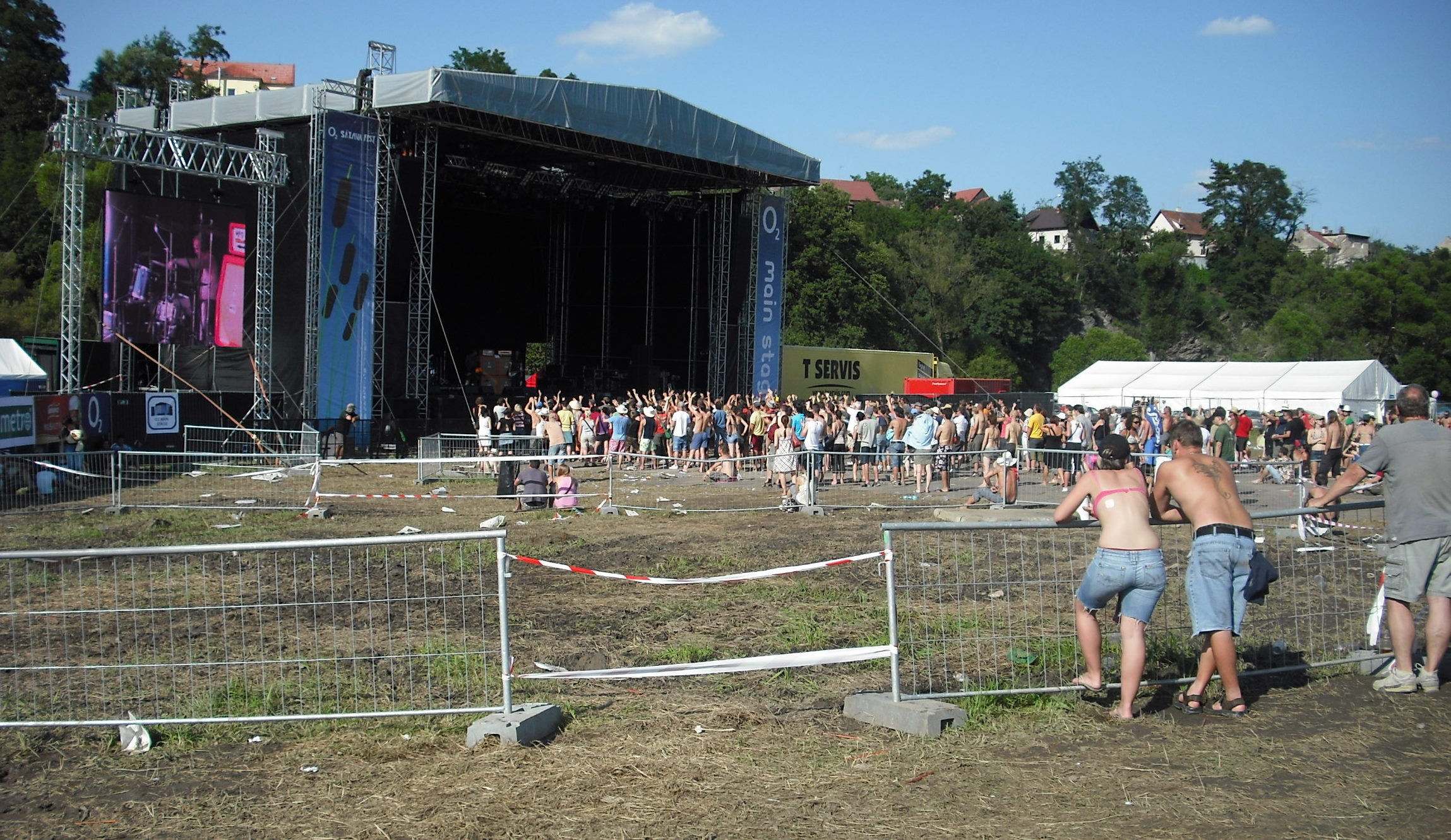
Hlavní pódium v roce 2009

Sázavafest byl multikulturní, převážně hudební festival pořádaný každý rok v okolí řeky Sázavy. V srpnu 2008 se uskutečnil již osmý ročník. Festival se konal do roku 2006 ve městě Sázava (okres Benešov), ale od roku 2007 je pořádán v Kácově (okres Kutná Hora). V roce 2011 se přesunul do Benešova (okres Benešov). V roce 2013 opět změnil místo pořádání a koná se ve Světlé nad Sázavou.
První ročník festivalu se uskutečnil v roce 2001 na jediném pódiu. Postupem času se akce rozrostla a na šestém ročníku vystoupilo na sedmi jevištích velké množství známých interpretů české hudební scény a také mnoho zahraničních hostů. Kromě hudební produkce se na Sázavafestu uskutečnily i autorská čtení například Michala Viewegha či Mardoši. Poslední ročník festivalu se uskutečnil v roce 2023.
V roce 2015 se stala hlavním investorem jihlavská společnost XANADU-Catering a festival rozšířil počet vystupujících kapel.
V letech 2020 a 2021 se festival nekonal kvůli pandemii covidu.

## Jednotlivé ročníky
21. – 23. července 2022 Oslaví SÁZAVAFEST své 20. výročí. Hlavními interprety budou: MAREK ZTRACENÝ, LUCIE, RYBIČKY 48, DIVOKEJ BILL, NICO SANTOS, REDNEX, JUNGE JUNGE a další.

### 4. – 6. srpna 2016
Místo konání: Světlá nad Sázavou, areál zámku Světlá nad Sázavou

### 30. července – 1. srpna 2015
Místo konání: Světlá nad Sázavou, areál zámku Světlá nad Sázavou
15. ročník festivalu, který proběhne během 3 dnů (od čtvrtka 30.7.2015 do sobotního večera 1.8.2015) v areálu zámeckého lesoparku.
Na festivalu vystoupí: Tomáš Klus, Alphaville, Mig 21, Tata Bojs, Škwor, Vypsaná Fixa, Michal Hrůza, Wohnout, Xindl X, Michal Viewegh a další.

### 31. července – 2. srpna 2014
Místo konání: Světlá nad Sázavou, areál zámku Světlá nad Sázavou
Na festivalu ve 3 dnech na 4 scénách vystoupili: Dan Bárta & Illustratosphere, Monkey Business, Sto zvířat, Support Lesbiens, Škwor, Bart&Baker, Mňága a Žďorp, Wohnout, The Beth Edges, Mr. Žarko, Na stojáka, Tonya Graves a Cartonnage.

### 1. – 3. srpna 2013
Místo konání: Světlá nad Sázavou, areál zámku Světlá nad Sázavou
V roce 2013 se festival odehrával po dobu 3 dnů (od čtvrtka 1.8.2013 do soboty 3.8.2013) ve Světlé nad Sázavou, v lesoparku místního zámku. Jako již tradičně, součástí areálu bylo i stanové městečko.
Headlinery tohoto ročníku byli: Hadouken! z Velké Británie, Dub FX (AUS), Francouzská senzace Lyre le Temps, Celeste Buckingham (SK), No Name (SK), Kryštof, Monarchy (UK), Falco T.B. (AT), nebo například Mandrage.

### 2. – 5. srpna 2012
Místo konání: Benešov, areál Táborských kasáren
Festival se již podruhé konal ve středočeském Benešově, opět v areálu Táborských kasáren. Nedlouho před zahájením festivalu se odhlásili plánovaní headlineři: Kaiser Chiefs. Návštěvníkům toto bylo kompenzováno slevou 200,- na příští ročník.
Na festivalu vystoupili: Paul Oakenfold, Sak Noel, Mike Candys, Fun Lovin' Criminals, Lyre le Temps, Gabriela Gunčíková, Katarína Knechtová a třeba také čeští Nightwork a Tomáš Klus.

### 4. – 7. srpna 2011
Místo konání: Benešov, areál Táborských kasáren
V roce 2011 se SázavaFest poprvé konal v Benešově u Prahy v areálu Táborských kasáren na jihovýchodě města.
Na festivalu vystoupili: Hurts, Kosheen, Alphaville, The Subways, Nouvelle Vague, Charlie Straight, Chinaski, Tomáš Klus, Toxique, nebo například Věra Bílá.

### 5. – 8. srpna 2010
Místo konání: areál Malá Strana, Kácov

### 30. července – 2. srpna 2009
Místo konání: Kácov

### 30. července – 3. srpna 2008
Místo konání: areál Malá Strana, Kácov

### 2. – 5. srpna 2007
Místo konání: areál Malá Strana, Kácov

### 3. – 6. srpna 2006
Místo konání: areál Ostrov a okolí, Sázava

### 4. – 7. srpna 2005
Místo konání: areál Ostrov a okolí, Sázava

### 5. – 7. srpna 2004
Místo konání: areál Ostrov a okolí, Sázava

### 1. – 2. srpna 2003
Místo konání: areál Ostrov, Sázava

### 9. – 10. srpna 2002
Místo konání: areál Ostrov, Sázava

### 11. srpna 2001
Místo konání: Zahrada KD Metaz, Týnec nad Sázavou